# Plouénan
Plouénan (bretonisch Plouenan) ist eine französische Gemeinde mit 2588 Einwohnern (Stand 1. Januar 2022) im Département Finistère in der Bretagne. An der westlichen Gemeindegrenze verläuft der Fluss Horn.

## Bevölkerungsentwicklung
| 1962 | 1968 | 1975 | 1982 | 1990 | 1999 | 2008 | 2017 |
| ---- | ---- | ---- | ---- | ---- | ---- | ---- | ---- |
| 2638 | 2642 | 2581 | 2510 | 2356 | 2381 | 2422 | 2510 |

## Sehenswürdigkeiten
- Schloss von Kerlaudy aus dem 15.–17. Jahrhundert
- Neogotische Kirche Saint-Pierre aus dem 19. Jahrhundert mit religiösen Gegenständen aus dem Mittelalter
- Kapelle von Kerellon
- Kapelle von Lèsplouénan
- zahlreiche Landhäuser
- Mehrere Calvaires und zahlreiche Wegkreuze aus dem Mittelalter
- Brücke über den Fluss Penzé, die Pont de la Corde

Siehe auch: Liste der Monuments historiques in Plouénan

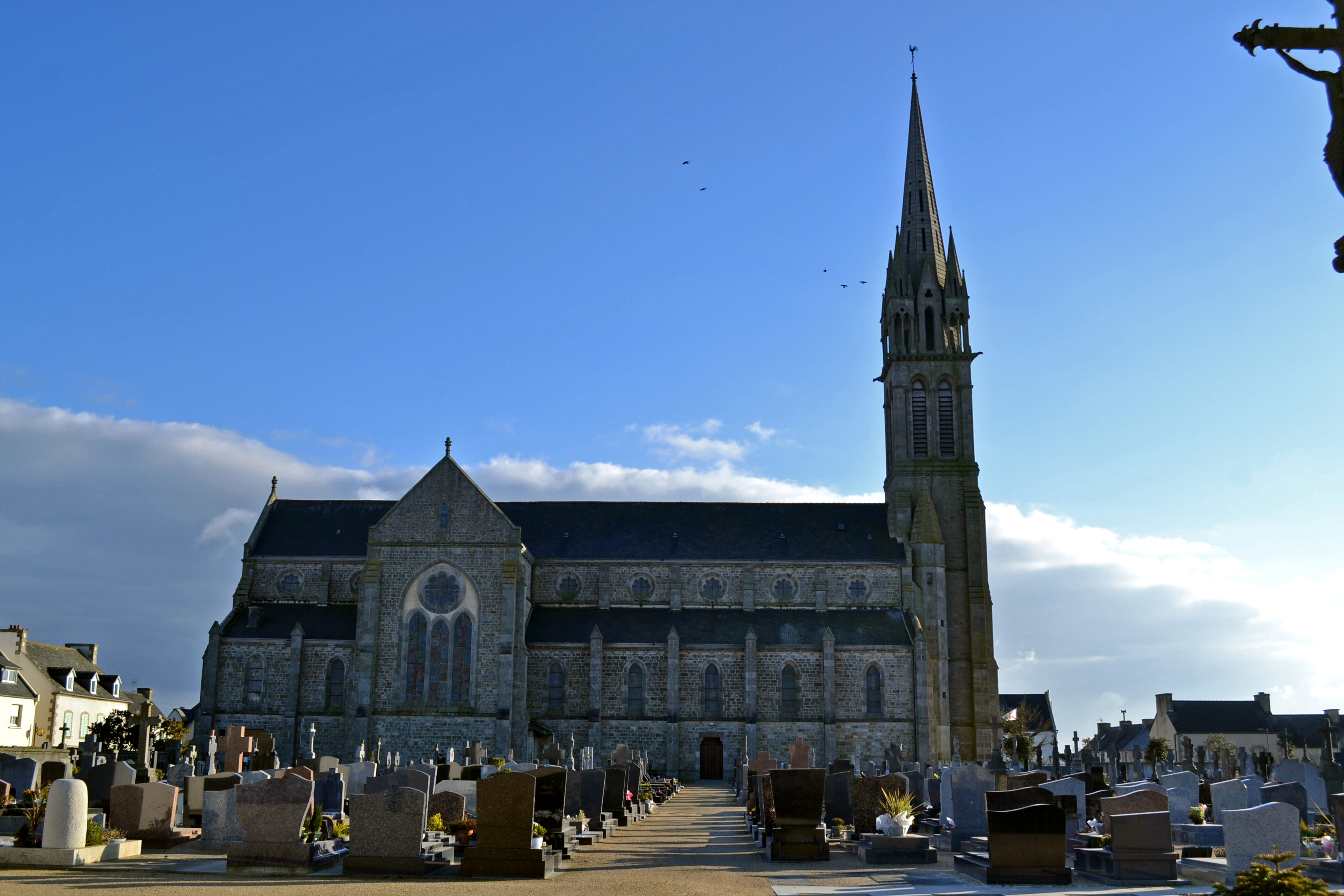
Kirche Saint-Pierre